# Anzeigetafel

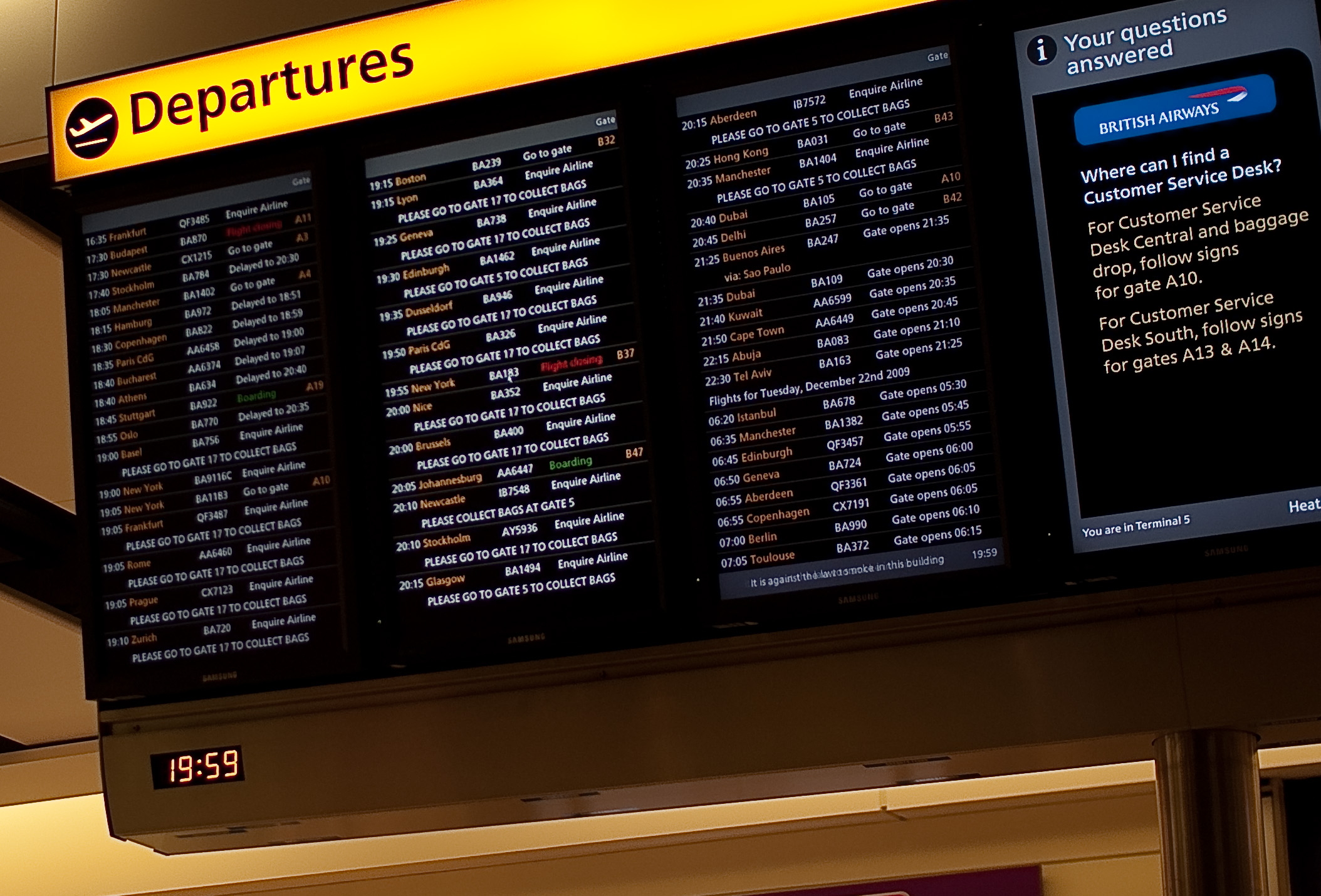
TFT-Anzeigetafel am London Heathrow Airport

Eine Anzeigetafel ist eine meist in der Öffentlichkeit angebrachte Tafel, die die Betrachtung aktueller, wechselnder Informationen aus größerer Entfernung ermöglicht.

## Arten

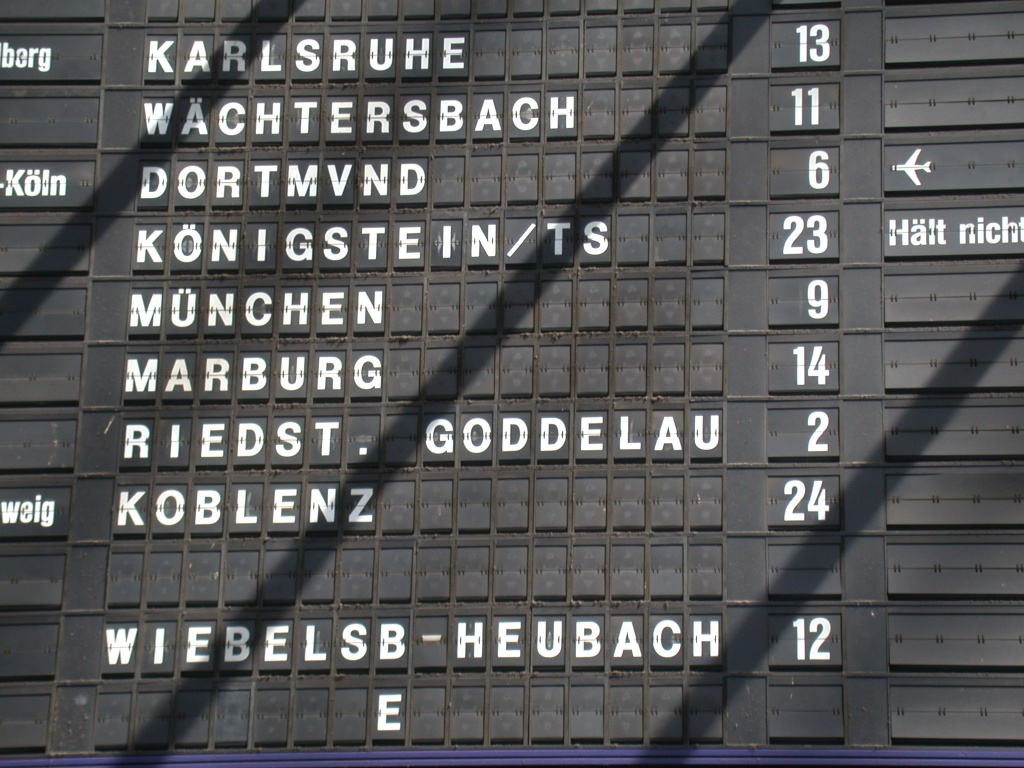
Fallblattanzeigetafel

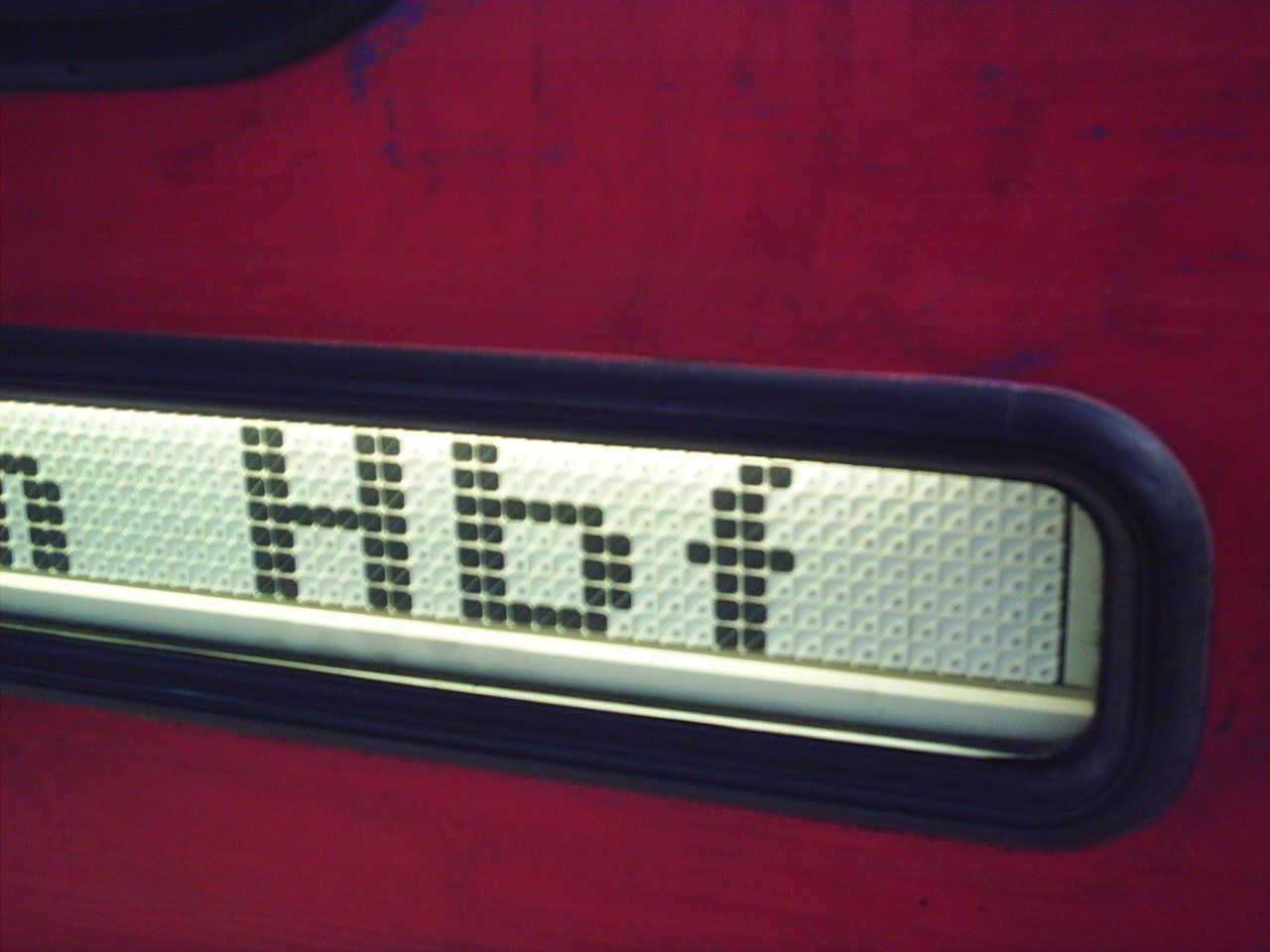
Bistabile Anzeigeelemente

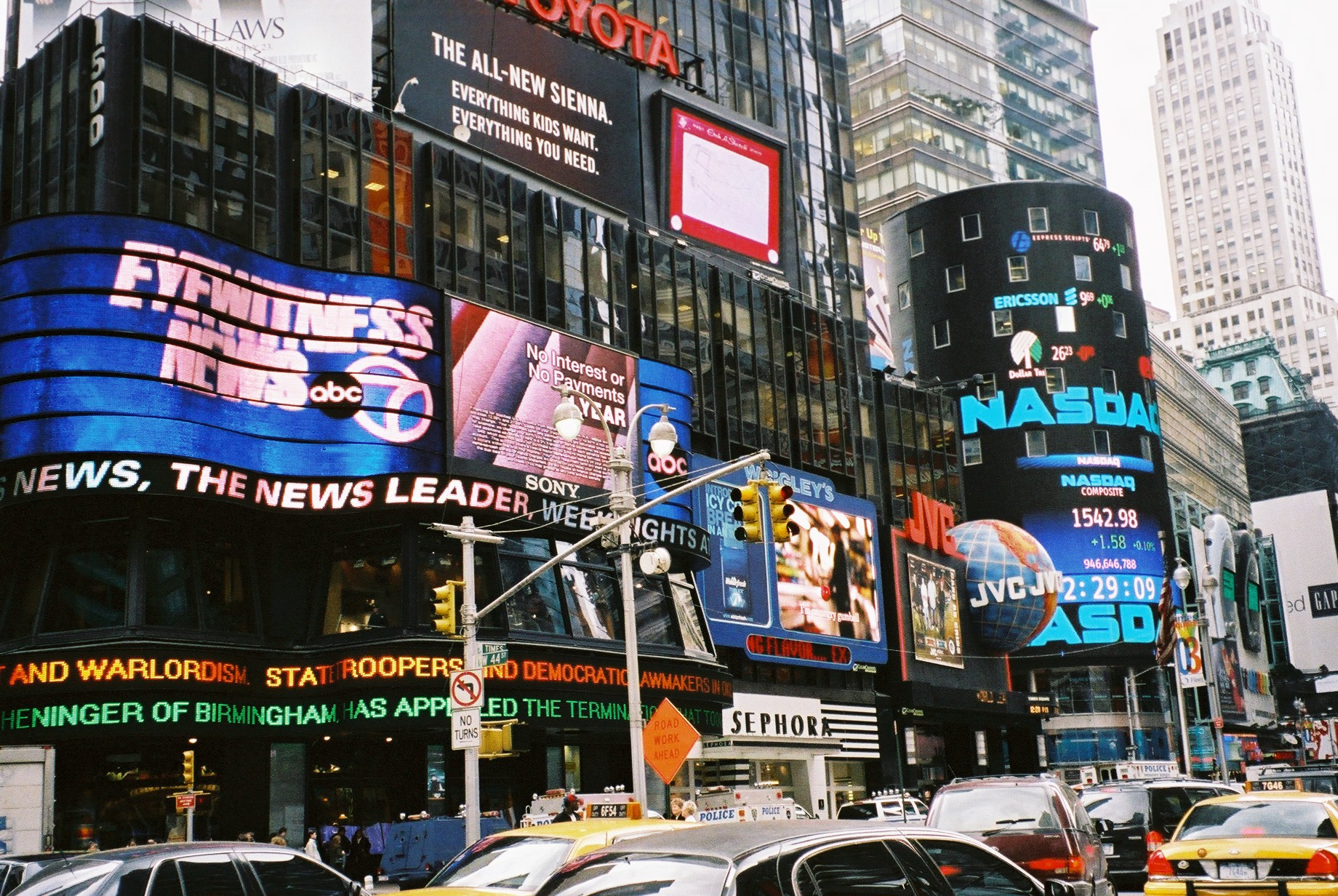
Anzeigeelemente aus Leuchtdioden – Times Square, New York

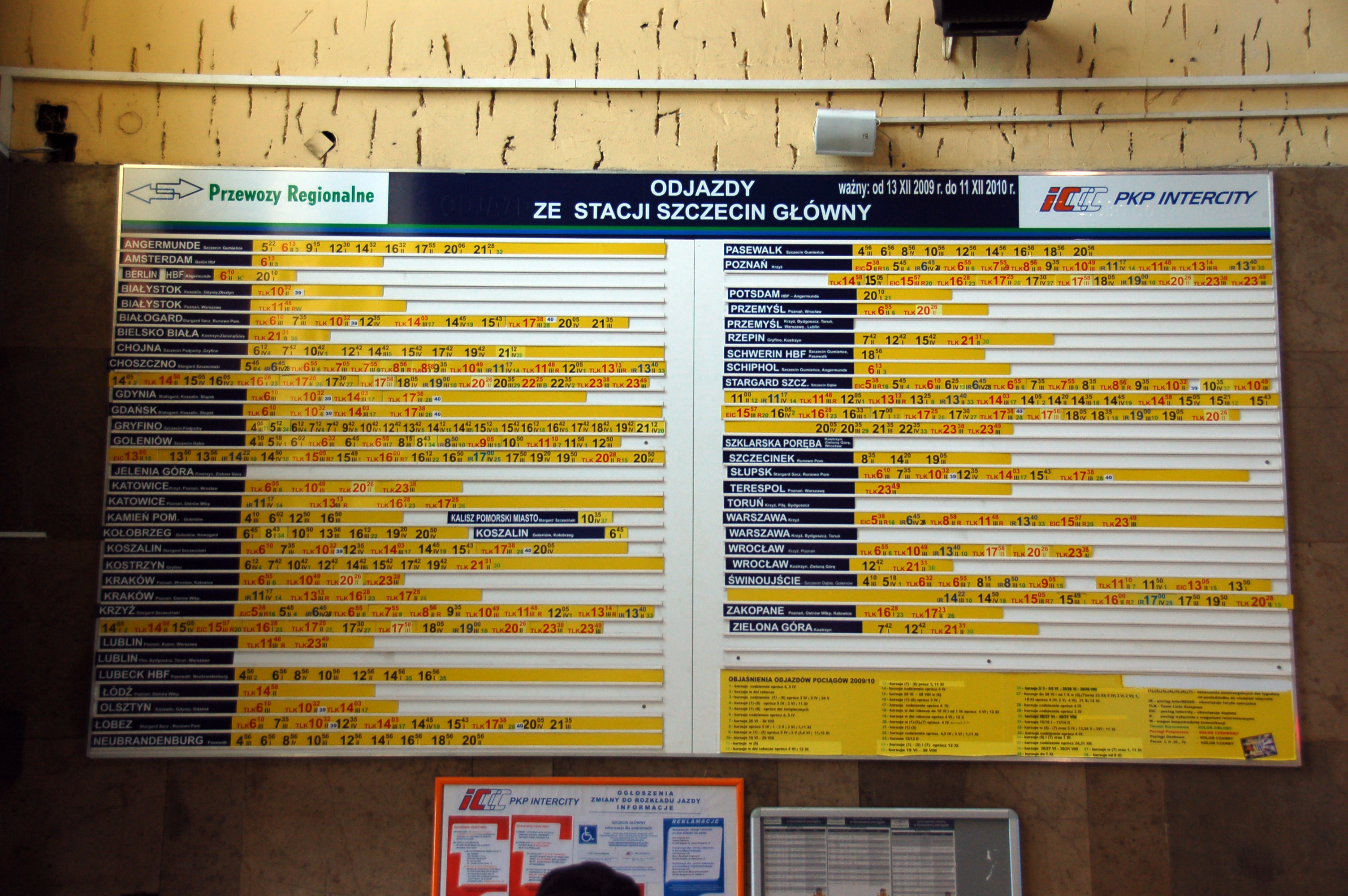
Manuelle Anzeigetafel im Hauptbahnhof Szczecin 2010

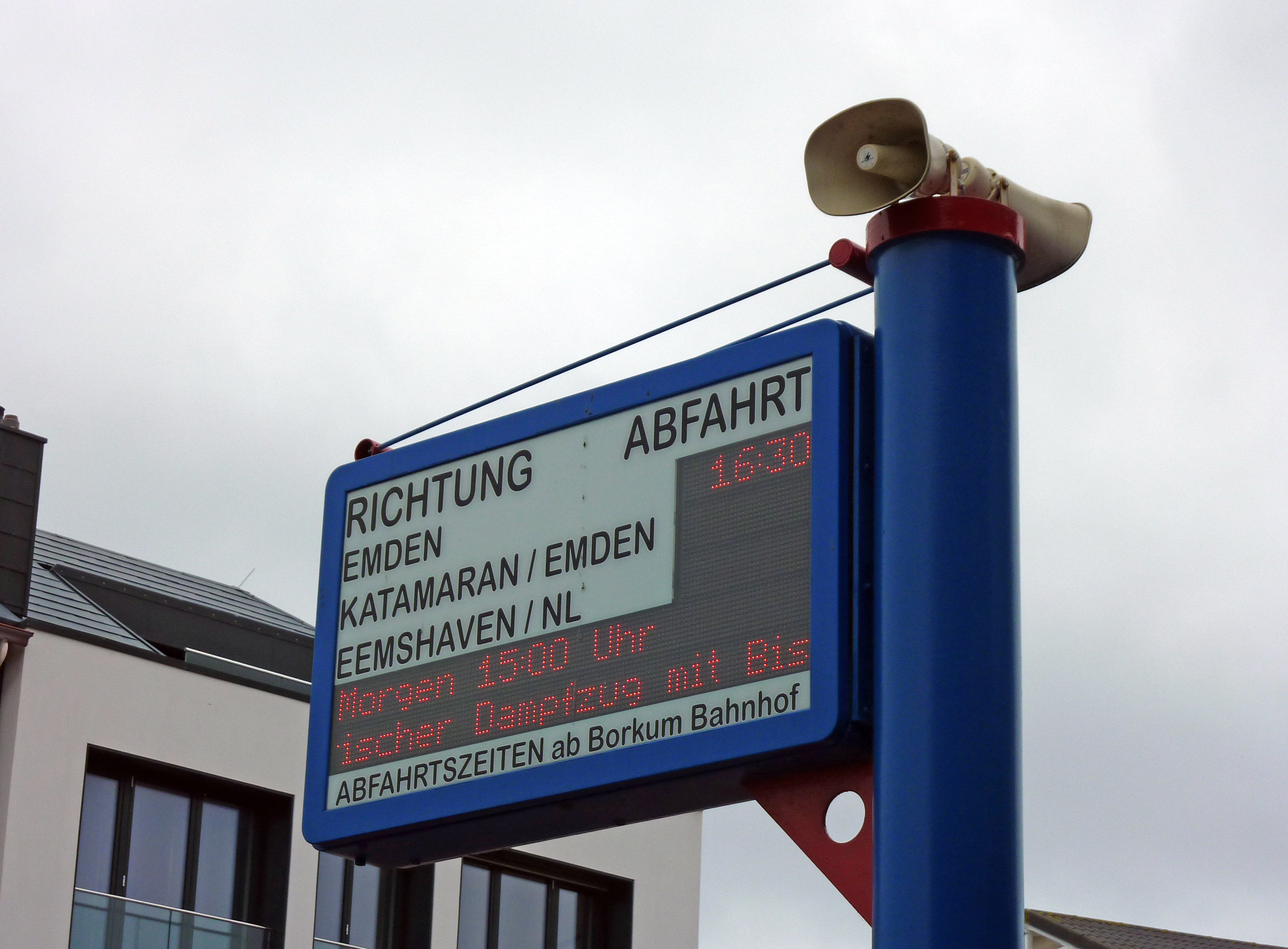
Anzeigentafel der Borkumer Kleinbahn

Grundsätzlich kann zwischen manuellen und automatischen Anzeigetafeln unterschieden werden. Erstere können beispielsweise mit Kreide und Schwamm oder durch den Austausch von Tafeln geändert werden, letztere ändern sich automatisch und in der Regel durch Computersteuerung.
Bei automatischen Anzeigetafeln kann man zwischen mechanischen und elektronischen Tafeln unterscheiden.
Mechanische Tafeln sind in der Regel Fallblattanzeigen, bei denen in einem oder mehreren Anzeigefeldern mechanisch alle Anzeigeoptionen durchgeblättert werden können, oder sie bestehen aus bistabilen Anzeigeelementen, einem für jeden Bildpunkt (Pixel) oder jedes Segment einer Siebensegmentanzeige.
Die moderneren elektronischen Anzeigen benötigen keine mechanisch bewegten Teile, es werden meist Leuchtdioden als Pixel oder großflächige Flüssigkristallanzeigen mit Hintergrundbeleuchtung eingesetzt. Es können aber auch große Bildschirme verwendet werden. Diese Bildschirme sind technisch gesehen meistens aus mehreren kleineren Bildschirmen zusammengesetzt.
Bei Fallblattanzeigen und vielen Flüssigkristallanzeigen (die nicht als Matrix von einzelnen Bildpunkten aufgebaut sind) können nur bestimmte vorgegebene Zeichen dargestellt werden; die Schrift ist jedoch besser lesbar als die oft grobe Darstellung durch Bildpunkte (Pixel).

## Trivia

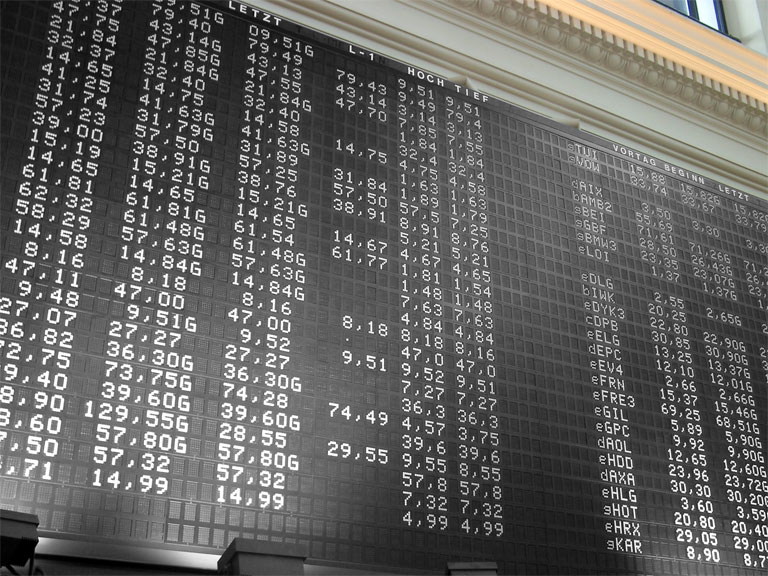
Kurstafel in der
Hamburger Börse (2004)

Die 1978 installierte Anzeigetafel auf dem Ernst-Abbe-Sportfeld war die erste elektronische Anzeigetafel in der DDR.
Als Vorsitzender des Greater London Council provozierte Ken Livingstone die Thatcher-Regierung, indem er auf einer riesigen Anzeigetafel die aktuellen Arbeitslosenzahlen zeigte.
Fassungslos starrten Zuschauer und Offizielle beim Olympischen Tag in Berlin 1984 auf die Anzeigetafel, die 04,80 m zeigte – sie ermöglichte nur zweistellige Weiten im Speerwurf.
Anfang Mai 2004 erlitt eine Anzeigetafel des Flughafens Wien-Schwechat durch den Computerwurm „Sasser“ kurzfristig einen Totalausfall.

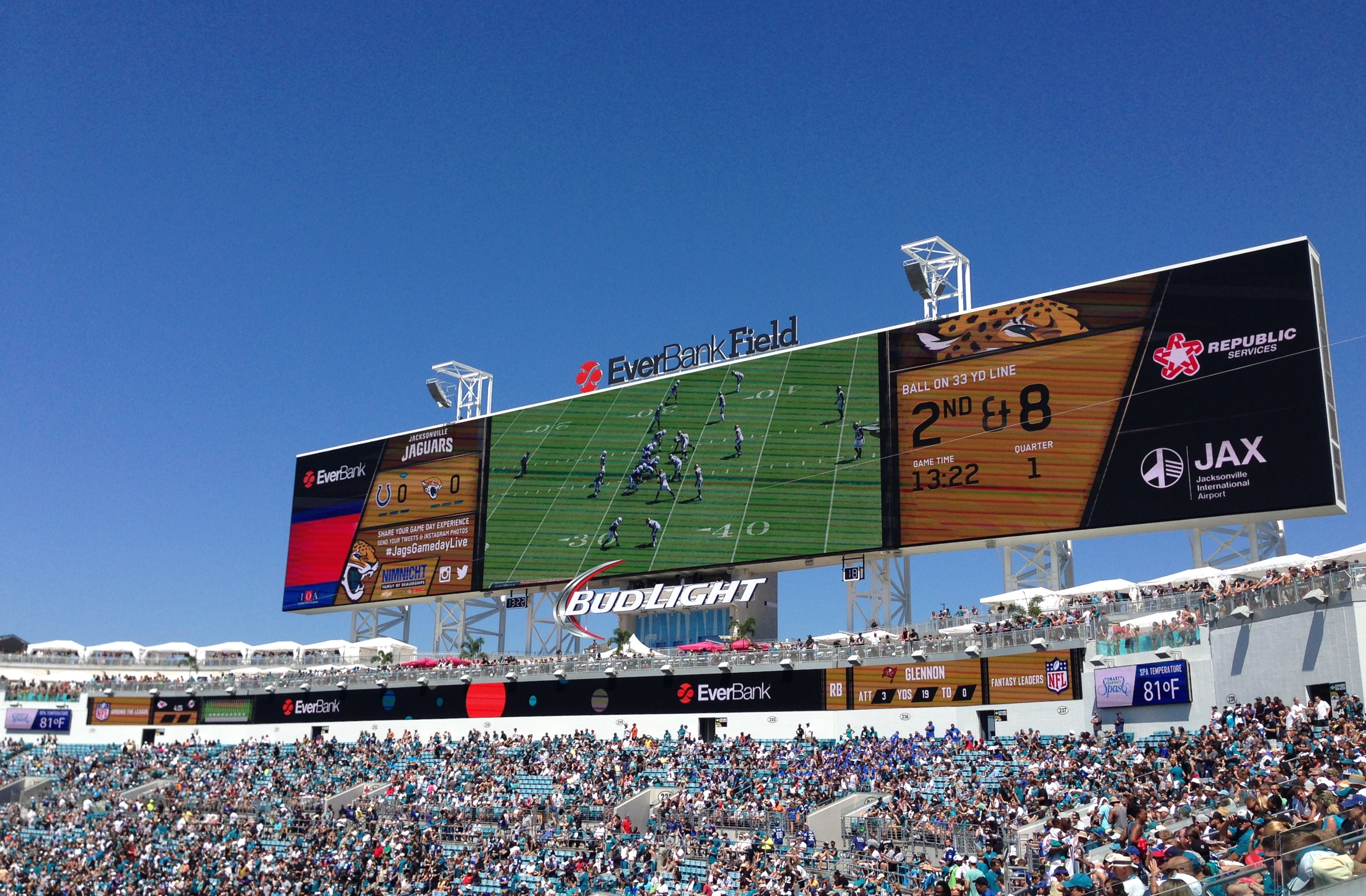
Die Anzeigentafel des TIAA Bank Field

Die größte Anzeigentafel der Welt befindet sich im TIAA Bank Field, dem Football-Stadion der Jacksonville Jaguars in der US-amerikanischen Stadt Jacksonville im Bundesstaat Florida, ist knapp 2000 m² groß und weist 35,5 Millionen LED-Lampen auf.

## Verwendung
- in Sportstätten zum Anzeigen des Spielstandes oder ähnlichen für die entsprechende Sportart relevanten Informationen
  - Die meisten modernen Fußballstadien besitzen digitale Anzeigetafeln, die über Pixel aufgebaut werden und daher auch zur Wiederholung von Spielszenen geeignet sind.
  - Bekannt ist die heute immer heute immer noch handbetriebene Anzeigetafel am Hamburger Millerntor-Stadion. Sie besteht aus Metalltafeln mit Zahlen, die bei jedem neu erzielten Tor von einer Person manuell ab- und neu aufgehängt werden müssen.[3]
- an Haltestellen des öffentlichen Nah- und Fernverkehrs, insbesondere an Bahnhöfen und Flughäfen zur Anzeige des aktuellen Fahrplans inklusive aller bekannter Ausfälle und Verzögerungen (siehe: Dynamische Fahrgastinformation).
- an Autobahnen im Rahmen der elektronischen Verkehrsleitsysteme.
  - in Innenstädten im Rahmen eines Parkleitsystems.
- als Werbetafeln in der Öffentlichkeit (siehe: Außenwerbung).
- beim Parketthandel zur Anzeige von Börsenkursen.

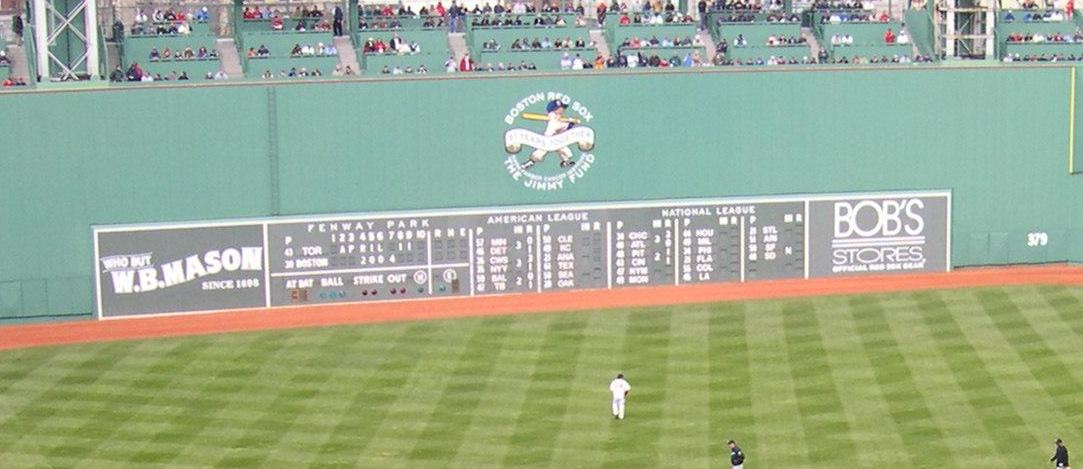
„The Green Monster“ im Fenway Park in Boston mit der manuellen Anzeigetafel
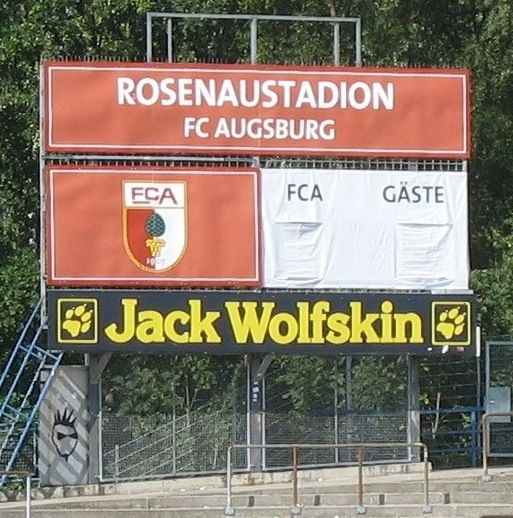
Anzeigetafel im Rosenaustadion
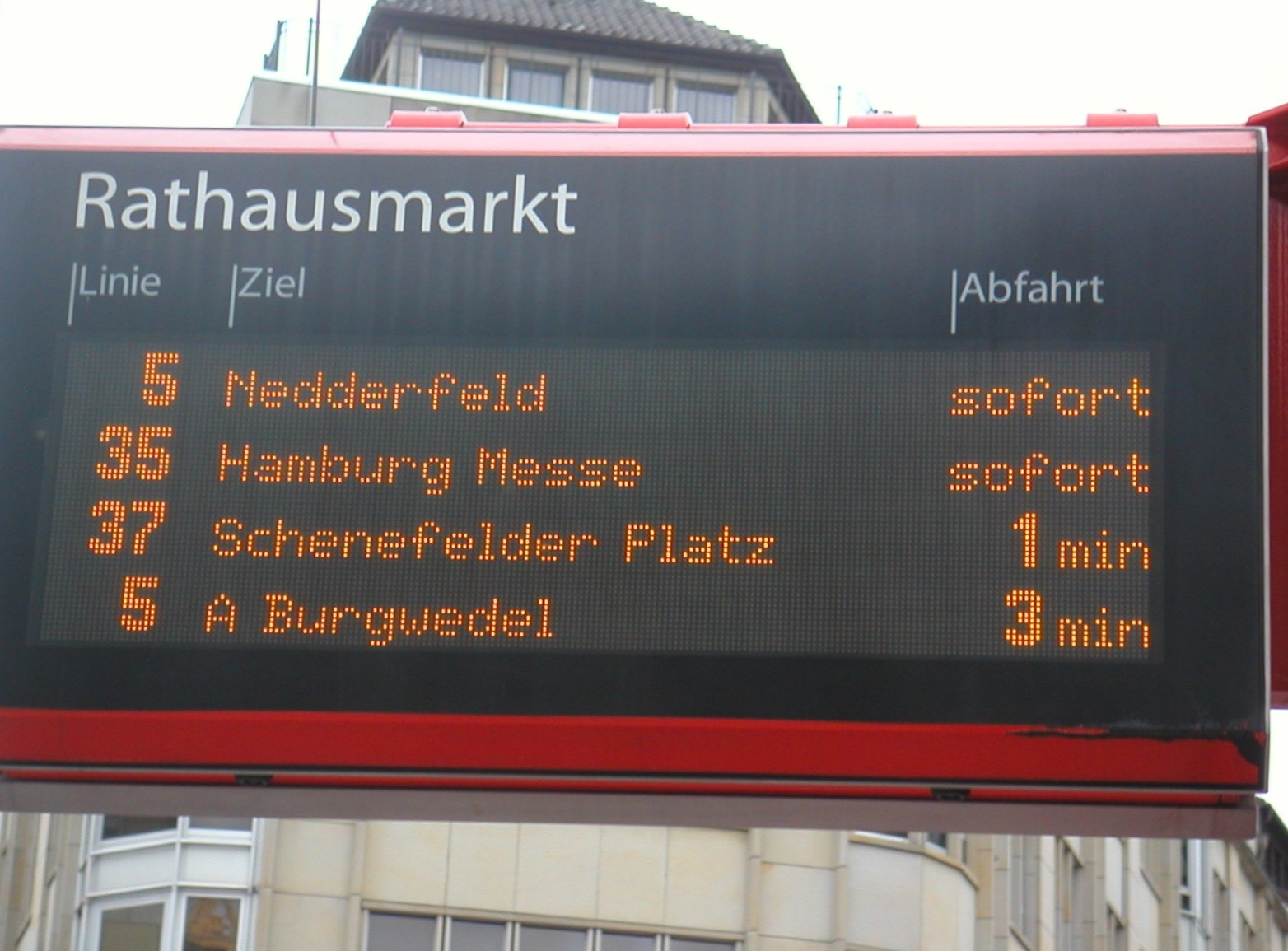
FIMS-Anzeigetafel in Hamburg
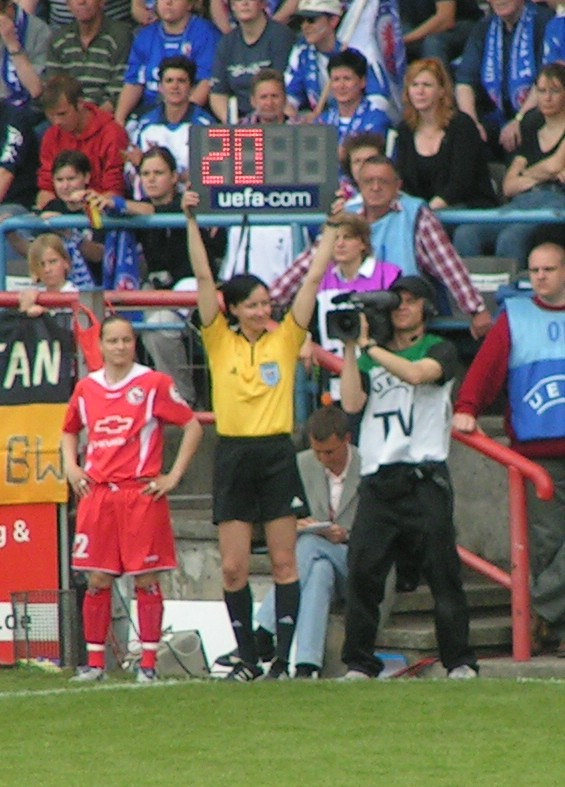
Vierter Offizieller zeigt eine Auswechslung mit einer Anzeigetafel an